# Mompesson House
Mompesson House est une maison du XVIIIe siècle située dans le Cathedral Close, à Salisbury, dans le Wiltshire, en Angleterre. La maison est classée Grade I et appartient au National Trust depuis 1975.

## Histoire
Le bâtiment est construit pour Thomas Mompesson, député de la circonscription de Salisbury en 1679, 1695 et 1701. Le site est acheté à la fin du XVIIe siècle et la maison reflète le style classique Queen Anne de cette période. Elle est construite avec de la pierre de taille de Chilmark. À droite de la maison principale se dresse le bâtiment de service en brique, construit sur le site de l'ancienne Eagle Inn qui a fermé en 1625. Le fils de Thomas, Charles, achève le bâtiment en 1701; ses initiales et la date sont visibles sur les têtes des tuyaux de descente d'eau.
Après la mort de Charles en 1714, son beau-frère Charles Longueville s'installe dans la maison avec sa sœur veuve, Elizabeth. Charles ajoute les plâtres, l'escalier et l'aile en brique. D'eux, la maison passe via le fils naturel de Charles, John Clark, à Mme Hayter. Ensuite, la maison est occupée par les sœurs Portman, dont la dernière meurt à un grand âge en 1846. La famille Townsend occupe la maison de 1846 à 1939, et l'artiste flamboyante Miss Barbara Townsend, mentionnée dans le livre d'Edith Olivier Four Victorian Ladies of Wiltshire, y vit 96 ans. L'évêque de Salisbury, Neville Lovett, y vit de 1942 à 1946.
En 1952, la pleine propriété est achetée aux commissaires de l'Église par l'architecte Denis Martineau, qui la lègue au National Trust à sa mort en 1975, une condition de la vente.
Le portail, les balustrades en fer, les portes et les lampes en fer à l'avant du bâtiment sont classés au grade I séparément de la maison.
La maison est utilisée pour exposer la collection Turnbull de verres à boire anglais du XVIIIe siècle légués au Trust en 1970. Elle abrite également la collection de céramiques Bessemer-Wright, léguée par Madame Adam Smith.
Mompesson House est utilisée comme lieu pour l'adaptation cinématographique de Raison et Sentiments en 1995.